# 1897 en Inde
Chronologie de l'Inde
- 1893
- 1894
- 1895
- 1896
- 1897
- 1898
- 1899
- 1900
- 1901

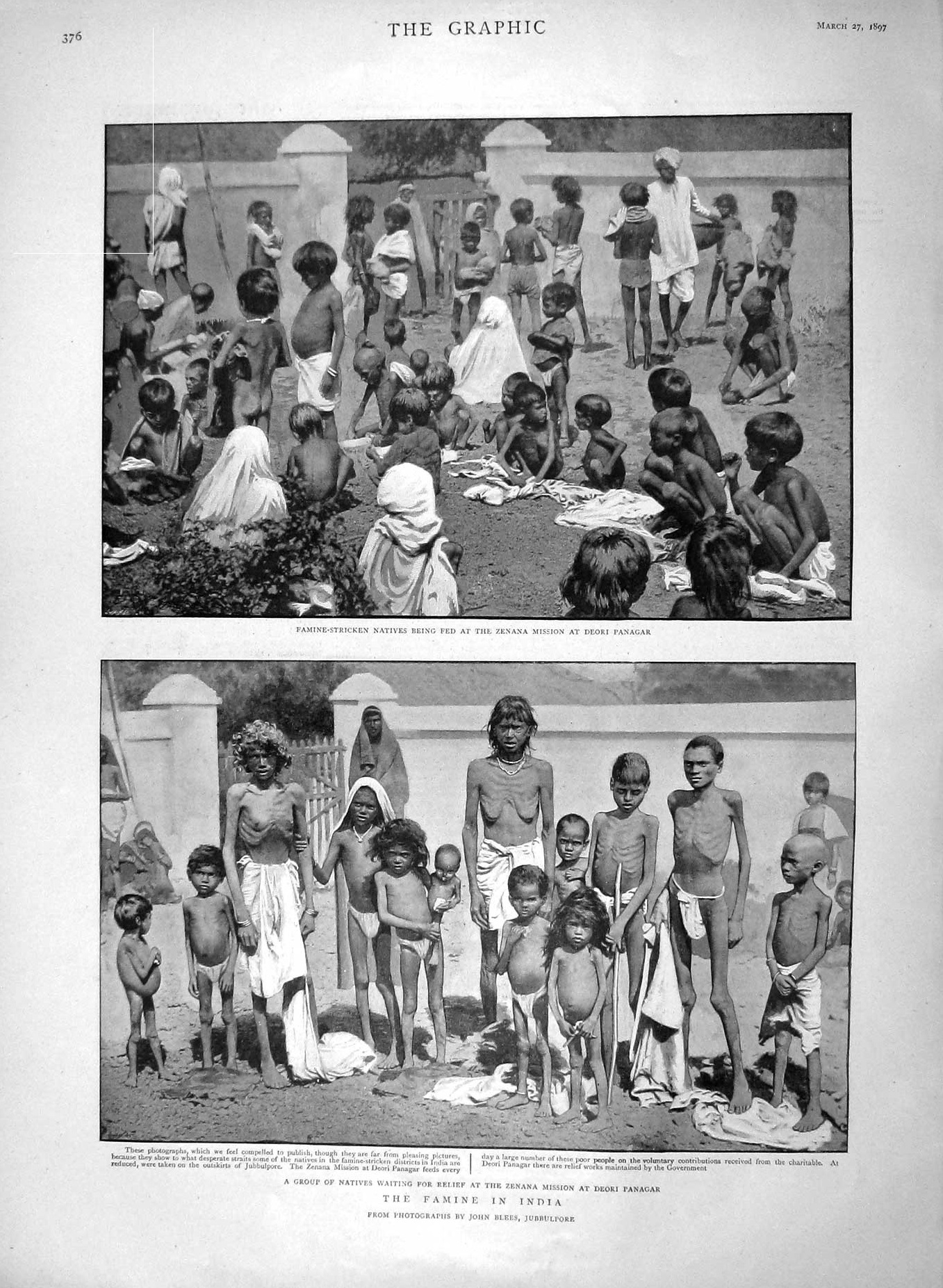
: secours aux victimes de la famine à la mission Zenana de Deori Panagar, près de Jabalpur (mars 1897).

Cette page concerne les évènements survenus en 1897 en Inde  :

## Évènement
- Période de famine de 1896-1897 (en)
- Agitation pour l'entrée au temple de Kamudi (en)
- Loi sur les épidémies (en)
- Campagne de Mohmand (en)
- 12 juin :Séisme en Assam (en)
- 26 juillet-2 août : Siège du Malakand
- septembre-avril 1898 : Campagne de Tirah

## Création
- Akhil Bharatiya Kshatriya Mahasabha (en)